# Prešernova koča na Stolu
Prešernova koča na Stolu (2174 m) je planinska postojanka, ki leži na južni strani pobočja Stola, malo pod vrhom Malega Stola (2198 m). Imenovana je po Francetu Prešernu, največjem slovenskem pesniku. Prvotna koča je bila zgrajena leta 1909 in predana v uporabo 31. julija 1910. Med drugo svetovno vojno je bila koča požgana. Na njenih temeljih je bila 21. avgusta 1966 sezidana nova. Upravlja jo PD Javornik - Koroška Bela.

## Zgodovina
Na občnem zboru 20. marca 1902 se je Kranjska podružnica SPD (njen naslednik je PD Kranj) odločila za gradnjo planinske koče na Stolu. Prvo pobudo je dal prvi načelnik podružnice Janko Majdič.
1. aprila 1909 je bila izbrana in podpisana pogodba za gradnjo preproste visokogorske planinske postojanke in zavetišča. Izbrana izvajalca sta bila tesarska mojstra Jurgele in Legat, vrednost predvidenih del pa 12.000 kron. Vrednost inventarja je bila odobrena še dodatnih 2. 000 kron. Kranjska podružnica je dodatno financirala gradnjo pešpoti in konjske poti po občinskem zemljišču iz Zabrezniške planine do planinske koče na Stolu. V letu 1907 je bilo odmerjeno zemljišče in podpisana pogodba za pridobitev stavbne pravice. Ob smrti načelnika Majdiča 12. februarja, je ta v oporoki zapustil podružnici 2000 kron za pokrivanje stroškov gradnje Prešernove koče. 31. julija 1910 je bila slavnostno odprta nova koča.
15. julija 1928 so slovesno odprli nove povečane prostore Prešernove koče, največ zaslug za to pa ima takratni načelnik kranjske podružnice SPD, mag. Fran Šavnik.
Po bitki na Stolu, 20. februarja 1942, so partizani kočo zažgali, da v njej ne bi mogli imeti oporišča Nemci. Pogorišče je ostalo do leta 1966.

## Današnja koča
21. avgusta 1966 je bila odprta nova Prešernova koča na Stolu. Za izgradnjo si je najbolj prizadeval Franc Konobelj - Slovenko, prvoborec druge svetovne vojne, ki je bil tudi predsednik gradbenega odbora. V letih 1981-1984 so kočo precej povečali in prenovili, otvoritev te prenove je bila 4. avgusta 1984. Leta 1992 je koča dobila mobilni telefon, leta 1993 so namestili sončne celice za pridobivanje električne energije. Sistem je bil povečan leta 2001. Električno energijo pridobivajo še s pomočjo vetrnice. Leta 1996 so zgradili suho stranišče izven koče.
Koča stoji tik pod vrhom Malega Stola na višini 2198 m. V dveh gostinskih prostorih je 80 sedežev in točilni pult; v 8 sobah je 32 postelj; na skupnem ležišču 12 ležišč; WC in umivalnica z mrzlo vodo; gostinska prostora ogrevajo s pečjo; voda je iz kapnice.

## Dostopi
- 4 h: od Doma Pristave v Javorniškem rovtu (975 m), čez Sečo
- 2.30 h: od Valvasorjevega doma pod Stolom (1181 m), po transverzali
- 3 h: od Valvasorjevega doma pod Stolom (1181 m), mimo Zabreške planine

## Prehodi
- 2 h: do Celovške koče (Klagenfurter Hütte, 1663 m) na avstrijskem Koroškem, čez sedlo Belščica (1840 m)
- 3.30 h: do Planinskega doma na Zelenici (1536 m)

## Vzponi na vrhove
- 0.15 h: Stol (2236 m)